# Parancistrocerus subcyaneus
Parancistrocerus subcyaneus är en stekelart som först beskrevs av Brethes 1909.  Parancistrocerus subcyaneus ingår i släktet Parancistrocerus och familjen Eumenidae. Inga underarter finns listade i Catalogue of Life.